# Лукаут Маунтин (Алабама)
Лукаут Маунтин (енгл. Lookout Mountain) насељено је место без административног статуса у америчкој савезној држави Алабама.

## Демографија
По попису из 2010. године број становника је 1.621.
| Група             | 2000.    | 2010.         |
| Белци             | 0 (0,0%) | 1.547 (95,4%) |
| Афроамериканци    | 0 (0,0%) | 38 (2,3%)     |
| Азијати           | 0 (0,0%) | 0 (0,0%)      |
| Хиспаноамериканци | 0 (0,0%) | 20 (1,2%)     |
| Укупно            | 0        | 1.621         |